# Hrossatungur
Hrossatungur är ett berg i republiken Island. Det ligger i regionen Västlandet, 40 km norr om huvudstaden Reykjavík. Toppen på Hrossatungur är 643 meter över havet.
Trakten runt Hrossatungur är nära nog obefolkad, med mindre än två invånare per kvadratkilometer. Närmaste större samhälle är Akranes, omkring 20 kilometer sydväst om Hrossatungur. Trakten runt Hrossatungur består i huvudsak av gräsmarker.